# Lago George (Uganda)
El lago George  (en inglés: Lake George ) también llamado Katunguru es un lago en el país africano de Uganda. Cubre una superficie total de 250 kilómetros cuadrados (97 millas cuadradas) y es una parte del sistema de los Grandes Lagos de África, aunque en sí mismo no es considerado uno de los Grandes Lagos. Al igual que los otros lagos de la región, lleva el nombre de un miembro de la familia real británica, en este caso el Príncipe Jorge (George), que luego se convertiría en el rey Jorge V del Reino Unido. El lago Jorge drena hacia el suroeste hacia el lago Edward a través del canal de Kazinga.
El Explorador Henry M. Stanley fue el primer europeo en ver el lago en 1875, después de seguir el curso del río Katonga desde el lago Victoria. Pensando que era parte del lago Alberto, él lo nombró Golfo Beatrice. En su segunda visita en 1888 y 1889, se dio cuenta de que eran en realidad dos lagos independientes, y le dio su nombre actual.